# Бадам-Чалок
Бадам-Чалок (перс. بادام چالق) — село в Ірані, у дегестані Ак-Кагріз, у бахші Новбаран, шагрестані Саве остану Марказі. За даними перепису 2006 року, його населення становило 273 особи, що проживали у складі 91 сім'ї.

## Клімат
Середня річна температура становить 10,62 °C, середня максимальна – 29,80 °C, а середня мінімальна – -10,53 °C. Середня річна кількість опадів – 247 мм.
| Клімат поселення                              | Клімат поселення | Клімат поселення | Клімат поселення | Клімат поселення | Клімат поселення | Клімат поселення | Клімат поселення | Клімат поселення | Клімат поселення | Клімат поселення | Клімат поселення | Клімат поселення | Клімат поселення |
| Показник                                      | Січ.             | Лют.             | Бер.             | Квіт.            | Трав.            | Черв.            | Лип.             | Серп.            | Вер.             | Жовт.            | Лист.            | Груд.            |                  |
| Середній максимум, °C                         | 5,51             | 6,37             | 10,76            | 17,24            | 22,19            | 28,11            | 29,80            | 29,32            | 24,92            | 18,65            | 11,96            | 6,25             |                  |
| Середня температура, °C                       | −2,52            | −1,64            | 2,77             | 9,22             | 14,17            | 20,09            | 23,89            | 23,41            | 19,01            | 12,72            | 6,04             | 0,33             |                  |
| Середній мінімум, °C                          | −10,53           | −9,66            | −5,26            | 1,21             | 6,15             | 12,08            | 17,98            | 17,50            | 13,09            | 6,82             | 0,14             | −5,59            |                  |
| Норма опадів, мм                              | 31               | 33               | 46               | 38               | 32               | 5                | 2                | 1                | 0                | 10               | 19               | 30               |                  |
| Середньомісячна швидкість вітру, м/с          | 1.50             | 2.34             | 2.90             | 3.07             | 2.57             | 2.36             | 2.34             | 2.21             | 2.12             | 2.06             | 1.76             | 1.42             |                  |
| Середньомісячна сонячна радіація, кДж/м²·день | 8853             | 11654            | 14406            | 17889            | 21957            | 26446            | 26044            | 23715            | 20292            | 14790            | 10662            | 8616             |                  |
| --------------------------------------------- | ---------------- | ---------------- | ---------------- | ---------------- | ---------------- | ---------------- | ---------------- | ---------------- | ---------------- | ---------------- | ---------------- | ---------------- | ---------------- |
| Джерело:                                      |                  |                  |                  |                  |                  |                  |                  |                  |                  |                  |                  |                  |                  |